# Georg af Anhalt-Dessau
Georg af Anhalt-Dessau (21. februar 1796–16. oktober 1865) var en tysk prins af Anhalt-Dessau. Han tilhørte Huset Askanien og var en yngre søn af arveprins Frederik af Anhalt-Dessau.

## Biografi
Prins Georg blev født den 21. februar 1796 i Dessau i Anhalt som det tredje barn og anden søn af arveprins Frederik af Anhalt-Dessau i hans ægteskab med landgrevinde Amalie af Hessen-Homburg. Hans far var det eneste overlevende barn af fyrst Leopold 3. af Anhalt-Dessau og var arving til det lille fyrstendømme (og fra 1807 hertugdømme) Anhalt-Dessau i det centrale Tyskland.
Georg lod et efter ham selv opkaldt palæ opføre ved Kavalierstraße i Dessau. Opførelsen af palæet hensatte på grund af omkostningerne på 45.000 daler prinsen i dyb gæld.. Bygningen blev i år 1900 omdøbt til Palais Reina og husede senere det Anhaltische Gemäldegalerie. Palæet blev fuldstændig ødelagt under Anden Verdenskrig.
Prins Georg døde som 69-årig den 16. oktober 1865 i Dresden. Han blev begravet på Neuer Begräbnitsplatz i Dessau.

## Ægteskaber og børn
Prins Georg giftede sig første gang den 6. august 1825 i Rudolstadt med prinsesse Karoline af Schwarzburg-Rudolstadt (1804–1829). I dette ægteskab blev der født to børn. 
Efter sin første hustrus død giftede Prins Georg sig anden gang den 4. oktober 1831 i Dresden i et morganatisk ægteskab med Theresa Emma von Erdmannsdorf (1807–1848), der fik tillagt titlen Grevinde von Reina. I dette ægteskab blev der født syv børn, der havde titel som Greve eller Grevinde von Reina.

## Eksterne links
- Wikimedia Commons har flere filer relateret til Georg af Anhalt-Dessau